# Further Down the Spiral
Further Down the Spiral (znany także jako Halo 10) – remix album amerykańskiego zespołu industrialnego Nine Inch Nails zawierający remiksy utworów z drugiego albumu studyjnego The Downward Spiral. Wydany został 1 czerwca 1995 roku. Istnieją dwa wydania albumu: pierwsze, znane jako Halo 10 wydane w Stanach Zjednoczonych i drugie, Halo 10 v2, wydane w Wielkiej Brytanii, Japonii i Australii. Wydania znacząco różnią się od siebie przede wszystkim różnymi utworami.
26 czerwca 1996 album osiągnął status złotej płyty sprzedając się w samym USA w ponad 500 000 egzemplarzy, i do dziś pozostaje jednym z najlepiej sprzedających się remix albumów w historii.

## Lista utworów
Halo 10
1. "Piggy (Nothing Can Stop Me Now)" (Rick Rubin Remix) – 4:02
2. "The Art of Self Destruction, Part One" (Nine Inch Nails, Sean Beavan & Brian Pollack Remix) – 5:41
3. "Self Destruction, Part Two" (J.G. Thirlwell Remix) – 5:37
4. "The Downward Spiral (The Bottom)" (John Balance, Peter Christopherson, Drew McDowall & Danny Hyde Remix) – 7:28
5. "Hurt (Quiet)" (Trent Reznor Remix) – 5:08
6. "Eraser (Denial; Realization)" (John Balance, Peter Christopherson, Drew McDowall & Danny Hyde Remix) – 6:33
7. "At the Heart of It All" (utwór stworzony przez Aphex Twin) – 7:14
8. "Eraser (Polite)" (John Balance, Peter Christopherson, Drew McDowall & Danny Hyde Remix) – 1:15
9. "Self Destruction, Final" (J.G. Thirlwell Remix) – 9:52
10. "The Beauty of Being Numb" (sekcja a: Nine Inch Nails, Sean Beavan & Brian Pollack Remix; sekcja b: stworzona przez Aphex Twin) – 5:06
11. "Erased, Over, Out" (John Balance, Peter Christopherson, Drew McDowall & Danny Hyde Remix) – 6:00

Halo 10 v2
1. "Piggy (Nothing Can Stop Me Now)" (Rick Rubin Remix) – 4:02
2. "The Art of Self Destruction, Part One" (Nine Inch Nails, Sean Beavan & Brian Pollack Remix) – 5:41
3. "Self Destruction, Part Three" (J.G. Thirlwell Remix) – 3:28
4. "Heresy (Version)" (Charlie Clouser Remix) – 5:19
5. "The Downward Spiral (The Bottom)" (John Balance, Peter Christopherson, Drew McDowall & Danny Hyde Remix) – 7:28
6. "Hurt" (na żywo) – 5:07
7. "At the Heart of It All" (utwór stworzony przez Aphex Twin) – 7:14
8. "Ruiner (Version)" (Charlie Clouser Remix) – 5:35
9. "Eraser (Denial; Realization)" (John Balance, Peter Christopherson, Drew McDowall & Danny Hyde Remix) – 6:33
10. "Self Destruction, Final" (J.G. Thirlwell Remix) – 9:52
11. "Reptilian" (Dave Ogilvie Remix) (bonusowy utwór wydania japońskiego) - 8:39